# José María Rojas Garrido
José María Rojas Garrido (1824-1883) foi presidente da Colômbia entre 1 de abril e 22 de maio de 1866.
Estudou direito no colégio de Bartolomé, foi governador de Neiva, ministro plenipotenciário e chegou a ocupar interinamente o cargo de presidente da república de Colômbia em 1866, durante os meses de abril e maio.
Morreu no ano de 1883 em Santa Fé de Bogotá, quando tinha apenas 59 anos.